# پاردوبیتسه
پاردوبیتسه (به چکی: Pardubice، به آلمانی: Pardubitz) یکی از شهرهای جمهوری چک است.
این شهر مرکز استان پاردوبیتسه است و در ۱۰۵ کیلومتری شرق پراگ، بر کرانه رود الب جای دارد.
جمعیت پاردوبیتسه بر پایه آمار سال ۲۰۰۵ برابر با ۸۸٬۱۸۱ نفر و مساحتش ۷۷٫۷۱ کیلومتر مربع است.
پاردوبیتسه دارای یک میدان‌گاه مرکزی و بافت شهری قدیمی با رستوران‌های بسیار است که تا دیرقت باز هستند. در این بخش از شهر یک برج قدیمی و قلعه‌ای بازسازی‌شده قرار دارد. در این شهر مراکز صنعتی مانند کارخانه شیمیایی سینتزیا (تولیدکننده فراورده انفجاری سمتکس)، پالایشگاه نفت پارامو، یک کارخانه ماشین‌آلات سنگین و یک کارخانه تجهیزات الکترونیک جای دارند.
یکی از باشگاه‌های اصلی هاکی روی یخ در چک اکسترالیگا با نام اچ‌سی پاردوبیتسه متعلق به این شهر است.